# Jacqueline Pascal
Jacqueline Pascal, (Clermont (ahora Clermont-Ferrand), 5 de octubre de 1625 - Port-Royal des Champs, 4 de octubre de 1661) fue una poetisa y monja jansenista francesa. Era hermana de Blaise Pascal.

## Biografía
Su padre, Étienne Pascal, se convirtió en presidente de la "Cour des aides" de Montferrand en 1626. Murió su esposa y éste hombre de gran cultura literaria y científica decidió instalarse en París con sus hijos en 1631 y se ocupó de su educación.
Jacqueline desde muy joven estuvo fascinada por la poesía, compuso versos a los ocho años y a los trece compuso un soneto sobre el embarazo de la reina. Al año siguiente, representó una obra de teatro frente a Richelieu y obtuvo el perdón de su padre, entonces caído en desgracia.
La familia se mudó a Rouen en 1639 porque Étienne Pascal había sido nombrado comisionado para la reforma fiscal allí por el rey. Jacqueline continuó con su obra literaria, animada por Corneille, y ganó un premio Puy des Palinods. A partir de 1646, bajo la influencia de dos discípulos de Saint-Cyran, los Pascal se acercan a Port-Royal. Así, cuando Jacqueline y Blaise regresaron a París en 1648, frecuentaban a los jansenistas. Jacqueline pensó en hacerse monja, renunció a la poesía y se puso bajo la dirección espiritual de Antoine Singlin.

## Religiosa en Port-Royal
Su padre se opuso, al principio a su vocación, pero ella entró en Port-Royal, poco después de la muerte de este último, el 4 de enero de 1652 e hizo profesión el 5 de junio de 1653, con el nombre de hermana Sor-Eufemia. Ella tuvo entonces una gran influencia sobre su familia, en particular sobre su hermano Blaise, por entonces mundano y brillante pero que, sentía un "gran desprecio por el mundo": por fin, este último se acerca a los jansenistas y se pone bajo la dirección espiritual de Singlin.
Jacqueline escribió un opúsculo para celebrar "el milagro de la Santa-Espina", en la que, su sobrina Marguerite Périer es la protagonista.
Al mismo tiempo, se le encomendaron misiones dentro de la abadía: el cuidado de las postulantes (1655), la educación de los niños (1657), el subpriorato (1659)
Cuando las monjas tuvieron que firmar el Formulario de Alejandro VII en 1661, ella fue una de las que más se opuso a la firma, rehusando el compromiso. Luego escribió una carta a Antoine Arnauld en la que se encuentra la famosa fórmula: "Puesto que los obispos tienen el coraje de las hijas, las hijas deben tener el coraje de los obispos". Sin embargo, acabó siendo obligada a firmar y murió poco después, en octubre de 1611.

## Obras

### Poemas
- Sombres déserts, retraites de la nuit, musicado por Michel Lambert, después por Sébastien Le Camus.
- Ediciones en antologías: La obra de Jacqueline ocupa un total de 327 páginas repartidas entre les volúmenes II, III y IV de las Obras completas de Blaise Pascal editadas por Jean Mesnard.[5]

### Fragmento
Desiertos oscuros, retiros de la noche,
Refugio sagrado del silencio,

Un desgraciado al que el mundo hace daño,

No vengáis con sus gritos a haceros violencia;

Su tormento es tan hermoso que no quiere superarlo,

No viene a quejarse, solo viene a morir.

(traducción propia)